# Kil’s Colosseum

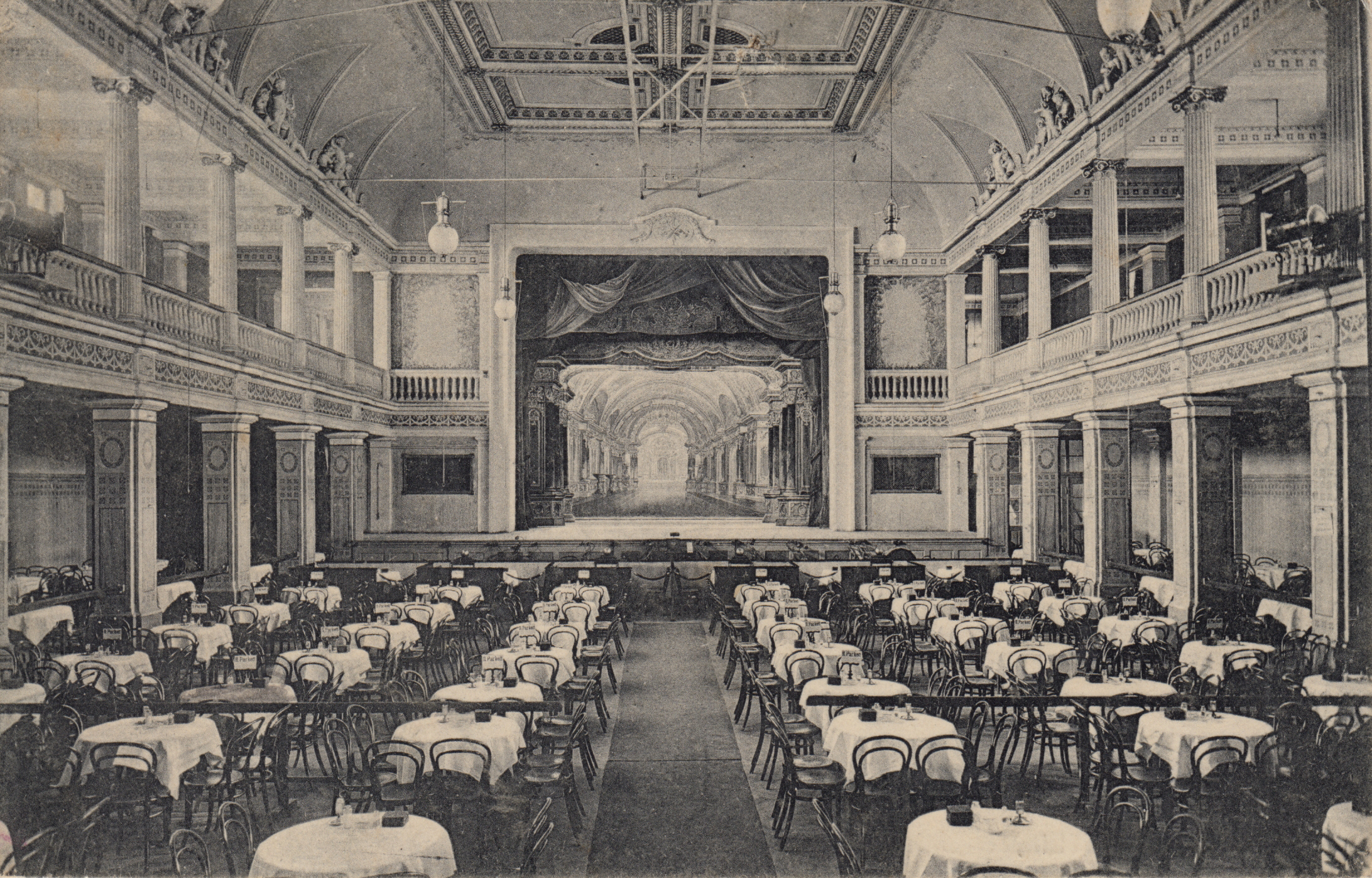
Kil’s Colosseum, Innenansicht, Ansichtskarte um 1910

Kil’s Colosseum war ein Tanzlokal mit Singspielhalle, seinerzeit das größte der Stadt München, gegründet im Jahr 1872 von Franz Kil. Es bot ein auf den damaligen Zeitgeist abgestimmtes Unterhaltungsprogramm aus Varieté, Artistik und Kleinkunst sowie Box- und Ringkämpfen. Im großen Tanzsaal des Colosseums fanden die ersten Faschings-Redouten mit bis zu 4000 Besuchern statt.

## Beschreibung
Das Gebäude befand sich an der Kolosseumstraße im Glockenbachviertel, während sich  das gesamte Gelände bis zur Ecke Hans-Sachs-Straße/Ickstattstraße erstreckte. Mittendrin lag die Colosseum-Brauerei (von 1883 bis 1891 Aktienbrauerei Colosseum), die nach Konkurs und hohen Verlusten für die Aktionäre privatwirtschaftlich weitergeführt wurde. Das Theater selbst war ein großer, einfacher Holzbau. Der Innenraum war sehr übersichtlich und besaß Sperrsitze, vier Logen 1. und 2. Platz und sogar eine kleine „Galerie noble“. Die Preise betrugen für Galerie noble 1 Gulden, in den Logen 48 und 36 Kreuzer – Sperrsitze 24 Kreuzer – 1. Platz (Holzsitze) 12 Kreuzer, 2. Platz 6 Kreuzer – Kinderbillette die Hälfte.

## Geschichte
Am 5. Oktober 1878 erhielt Kil’s Colosseum die Konzession für Singspielhallen.
Durch einen Theaterbrand am 18. Februar 1881, der sogenannten Eskimotragödie, starben neun Darsteller, sieben von ihnen  Studenten der Akademie der Bildenden Künste.
1886 kreierte ein Kollektiv der Münchner Künstlerschaft ein märchenhaftes „Winterfest“ mit allen Finessen im Colosseum. Z. B. schoben Schlittschuhläufer Damen auf Schlitten durch eine künstliche Schneelandschaft.
1906 hatte das Colosseum seinen Besitzer gewechselt und gehörte jetzt einem Julius Allfeld, ab 1911 Max Hailer-Allfeld. In den Polizeiakten der damaligen Zeit finden sich polizeiliche Erlaubnisscheine für öffentliche Veranstaltungen, Berichte über die Lichtspiele im Colosseum, Theater-, Wochenprogramme, Spielpläne und Prospekte, Verzeichnisse der engagierten Künstler und Artisten, polizeiliche Überwachung der Veranstaltungen, wie Varietévorstellungen, und Zusammenstellungen feuerpolizeilicher Auflagen.
Im Zweiten Weltkrieg wurde das Theater stark beschädigt, jedoch am 13. November 1947 bereits wieder eröffnet. 1958 wurde es geschlossen und 1961 abgerissen; an der Stelle entstand ein Zweckbau.